# Sportlövészet az 1924. évi nyári olimpiai játékokon
Az 1924. évi nyári olimpiai játékokon a sportlövészetben tíz versenyszámot rendeztek.

## Éremtáblázat
(A rendező ország csapata és a magyar érmesek eltérő háttérszínnel, az egyes számoszlopok legmagasabb értéke, vagy értékei vastagítással kiemelve.)
| Az 1924. évi nyári olimpiai játékok éremtáblázata sportlövészetben | Az 1924. évi nyári olimpiai játékok éremtáblázata sportlövészetben | Az 1924. évi nyári olimpiai játékok éremtáblázata sportlövészetben | Az 1924. évi nyári olimpiai játékok éremtáblázata sportlövészetben | Az 1924. évi nyári olimpiai játékok éremtáblázata sportlövészetben | Olimpia  |
| ------------------------------------------------------------------ | ------------------------------------------------------------------ | ------------------------------------------------------------------ | ------------------------------------------------------------------ | ------------------------------------------------------------------ | -------- |
|                                                                    | Ország                                                             | Arany                                                              | Ezüst                                                              | Bronz                                                              | Összesen |
| 1.                                                                 | Egyesült Államok (USA)                                             | 5                                                                  | 2                                                                  | 2                                                                  | 9        |
| 2.                                                                 | Norvégia (NOR)                                                     | 2                                                                  | 1                                                                  | 1                                                                  | 4        |
| 3.                                                                 | Nagy-Britannia (GBR)                                               | 1                                                                  | 2                                                                  | 0                                                                  | 3        |
| 4.                                                                 | Franciaország (FRA)                                                | 1                                                                  | 1                                                                  | 0                                                                  | 2        |
| 5.                                                                 | Magyarország (HUN)                                                 | 1                                                                  | 0                                                                  | 0                                                                  | 1        |
|                                                                    |                                                                    |                                                                    |                                                                    |                                                                    |          |
| 6.                                                                 | Svédország (SWE)                                                   | 0                                                                  | 2                                                                  | 2                                                                  | 4        |
| 7.                                                                 | Finnország (FIN)                                                   | 0                                                                  | 1                                                                  | 2                                                                  | 3        |
| 8.                                                                 | Kanada (CAN)                                                       | 0                                                                  | 1                                                                  | 0                                                                  | 1        |
|                                                                    |                                                                    |                                                                    |                                                                    |                                                                    |          |
| 9.                                                                 | Dánia (DEN)                                                        | 0                                                                  | 0                                                                  | 1                                                                  | 1        |
| 9.                                                                 | Haiti (HAI)                                                        | 0                                                                  | 0                                                                  | 1                                                                  | 1        |
| 9.                                                                 | Svájc (SUI)                                                        | 0                                                                  | 0                                                                  | 1                                                                  | 1        |
|                                                                    |                                                                    |                                                                    |                                                                    |                                                                    |          |
| Összesen                                                           | Összesen                                                           | 10                                                                 | 10                                                                 | 10                                                                 | 30       |

## Érmesek
| Az 1924. évi nyári olimpiai játékok érmesei sportlövészetben | | | |
| Versenyszám                                                  | Arany | Ezüst | Bronz |
| Gyorstüzelő pisztoly 30 m                                    | Paul Bailey · Egyesült Államok (USA) · 18 | Vilhelm Carlberg · Svédország (SWE) · 18                                                                                | Lennart Hannelius · Finnország (FIN) · 18                                                                                        |
| Futóvad egyes lövés                                          | John Boles · Egyesült Államok (USA) | Cyril Mackworth-Praed · Nagy-Britannia (GBR)                                                                            | Otto Olsen · Norvégia (NOR) |
| Futóvad kettes lövés                                         | Ole Lilloe-Olsen · Norvégia (NOR) | Cyril Mackworth-Praed · Nagy-Britannia (GBR)                                                                            | Alfred Swahn · Svédország (SWE)                                                                                                  |
| Futóvad egyes lövés, csapat                                  | Norvégia (NOR) · Harald Natvig · Otto Olsen · Ole Lilloe-Olsen · Einar Liberg                                                                                 | Svédország (SWE) · Mauritz Johansson · Fredrick Landelius · Otto Hultberg · Alfred Swahn                                | Egyesült Államok (USA) · John Boles · Chan Raymond Coulter · Dennis Fenton · Walter Stokes                                       |
| Futóvad kettes lövés, csapat                                 | Nagy-Britannia (GBR) · Philip Neame · Allan Whitty · Herbert Perry · Cyril Mackworth-Praed                                                                    | Norvégia (NOR) · Einar Liberg · Otto Olsen · Ole Lilloe-Olsen · Harald Natvig                                           | Svédország (SWE) · Alfred Swahn · Mauritz Johansson · Fredrik Landelius · Axel Ekblom                                            |
| Kisöbű puska fekvő 50 m.                                     | Pierre Couquelin de Lisle · Franciaország (FRA) · 398 | Marcus Dinwiddie · Egyesült Államok (USA) · 396                                                                         | Josias Hartmann · Svájc (SUI) · 394                                                                                              |
| Nagyöbű puska 600 m.                                         | Morris Fisher · Egyesült Államok (USA) | Carl Osburn · Egyesült Államok (USA)                                                                                    | Niels Larsen · Dánia (DEN) |
| Nagyöbű puska csapat 400 m. 600 m. 800 m.                    | Egyesült Államok (USA) · Raymond Orville Coulter · Joseph W.Crockett · Dennis Fenton · Morris Fisher · Sidney Raehinds · Carl Townsend Osburn · Walter Stokes | Franciaország (FRA) · Paul René Colas · Albert Courquin · Pierre Hardy · Léon Johnson · André Parmentier · Georges Roes | Haiti (HAI) · Ludovic Augustin · L. H. Clermont Destin · Destine C. Dupre · St Eloi Metullus · Astrel Rolland · Ludovic Valborge |
| Trap, egyéni                                                 | Halasy Gyula · Magyarország (HUN) · 98 | Konrad Huber · Finnország (FIN) · 98                                                                                    | Frank Hughes · Egyesült Államok (USA) · 97                                                                                       |
| Trap, csapat                                                 | Egyesült Államok (USA) · Frank Hughes · Fred Etchen · John Noel · Clarence Platt · Samuel Sharman · William Silkworth                                         | Kanada (CAN) · George Beattie · James Montgomery · Samuel Vance · John Black · William Barnes · Samuel Robert Newton    | Finnország (FIN) · Werner Ekman · Konrad Huber · Robert Huber · Robert Tikkanen · Georg Nordblad · Magnus Wegelius               |